# قاعدة 3 يوليو البحرية
قاعدة 3 يوليو البحرية هي قاعدة عسكرية مصرية على سواحل البحر الأبيض المتوسط وتقع في منطقة جرجوب شمال غرب مصر بالقرب من الحدود الليبية. افتتحت في 3 يوليو 2021، وتختص بتأمين البلاد في الاتجاه الاستراتيجي الشمالي والغربي وصون مقدراتها الاقتصادية وتأمين خطوط النقل البحرية والمحافظة على الأمن البحري باستخدام المجموعات القتالية من الوحدات السطحية والغواصات والمجهود الجوي.

## الحجم والمساحة
تبلغ مساحة القاعدة 2650 فدان أي أكثر من 10 ملايين متر مربع، وتضم نحو 22 كيلومترا من الطرق.

## الإمكانيات
تجمع القاعدة أكبر مجمع للوحدات البحرية وبها أكثر من 70 وحدة بحرية. ويوجد بها قاعة للاجتماعات الرئيسية مجهزة بأحدث الأجهزة العالمية لاستضافة المؤتمرات ومركز محاكاة ومركز قيادة رئيسي. ونفذت القاعدة على 6 محاور رئيسية تضم منشأت ومباني تدريبات مشتركة، ومخازن إدارية وتضم القاعدة مركزًا للقيادة والسيطرة والتحكم وميادين رماية متطورة، وميادين تكتيكية ونقاطًا طبية وأماكن إيواء. وتتمتع القاعدة بالإمكانيات التالية:
- تتضمن  74 منشآة بالإضافة إلى مهبط طائرات.
- تضم  عدد من ميادين التدريب ومركز للعمليات مزود بأحدث المنظومات.
- تضم رصيف حربى بطول 1000 متر وعمق 14 متر.
- تضم عدد  من الأرصفة التجارية بطول 2200 متر وعمق 17 متر.
- تشمل برج لمراقبة الميناء وحركة السفن في مساحات كبيرة في البحر الأبيض المتوسط بإرتفاع 29 متر.
- تحتوى على حاجزين للأمواج بطول 3650 متر.
- تحتوى على فندق بمساحة 6300 متر مربع وقاعة مؤتمرات تتسع لعدد 700 زائر.
- تتضمن مجمع  للأنشطة الرياضية ومسرح مكشوف.